# رناته ایورت
رناته ایورت (آلمانی: Renate Ewert؛ ۹ نوامبر ۱۹۳۳ – ۴ دسامبر ۱۹۶۶) هنرپیشه اهل آلمان بود.